# Alejandro Catena
Alejandro Catena Marugán (Madrid, 28 ottobre 1994) è un calciatore spagnolo, difensore dell'Osasuna.

## Caratteristiche tecniche
È un difensore centrale.